# Braswell
Braswell és una població dels Estats Units a l'estat de Geòrgia. Segons el cens del 2000 tenia 80 habitants.

## Demografia
Segons el cens del 2000, Braswell tenia 80 habitants, 25 habitatges, i 20 famílies. La densitat de població era de 10,1 habitants per km².
Dels 25 habitatges en un 56% hi vivien nens de menys de 18 anys, en un 72% hi vivien parelles casades, en un 4% dones solteres, i en un 20% no eren unitats familiars. En el 12% dels habitatges hi vivien persones soles el 8% de les quals corresponia a persones de 65 anys o més que vivien soles. El nombre mitjà de persones vivint en cada habitatge era de 3,2 i el nombre mitjà de persones que vivien en cada família era de 3,65.
Per edats la població es repartia de la següent manera: un 33,8% tenia menys de 18 anys, un 11,3% entre 18 i 24, un 30% entre 25 i 44, un 20% de 45 a 60 i un 5% 65 anys o més.
L'edat mediana era de 30 anys. Per cada 100 dones de 18 o més anys hi havia 89,3 homes.
La renda mediana per habitatge era de 38.250 $ i la renda mediana per família de 38.750 $. Els homes tenien una renda mediana de 28.000 $ mentre que les dones 19.375 $. La renda per capita de la població era de 14.275 $. Entorn del 13% de les famílies i el 13% de la població estaven per davall del llindar de pobresa.

## Poblacions més properes
El següent diagrama mostra les poblacions més properes.